# Wieża semaforowa Għargħur
Wieża semaforowa Għargħur (malt. It-Torri tas-Semaforu tal-Għargħur, ang. Għargħur Semaphore Tower) – wieża semaforowa w mieście Għargħur na Malcie. Zbudowana przez Brytyjczyków w roku 1848, jako jedna z trzech wież tego typu na Malcie. Została odnowiona w roku 2009, jest teraz w dobrym stanie.

## Historia
System telegrafu optycznego wymyślony został w roku 1792, a brytyjskie władze wojskowe zaczęły rozważać instalację tego systemu na Malcie na początku lat czterdziestych XIX wieku. Początkowo planowano, że stacje semaforowe umieszczone będą na dzwonnicach i kopułach kościołów na wyspie, lecz władze kościelne sprzeciwiły się temu pomysłowi. W związku z tym, w roku 1848 zbudowano wieże semaforowe w Għargħur i Għaxaq na wyspie Malcie oraz w Ta’ Kenuna w pobliżu Nadur na Gozo. Inne stacje zainstalowane zostały w pałacu gubernatora w Valletcie, w Selmun Palace koło Mellieħy oraz w latarni morskiej Giordan w pobliżu Għasri na Gozo. Załogę każdej stacji stanowili członkowie Royal Engineers.

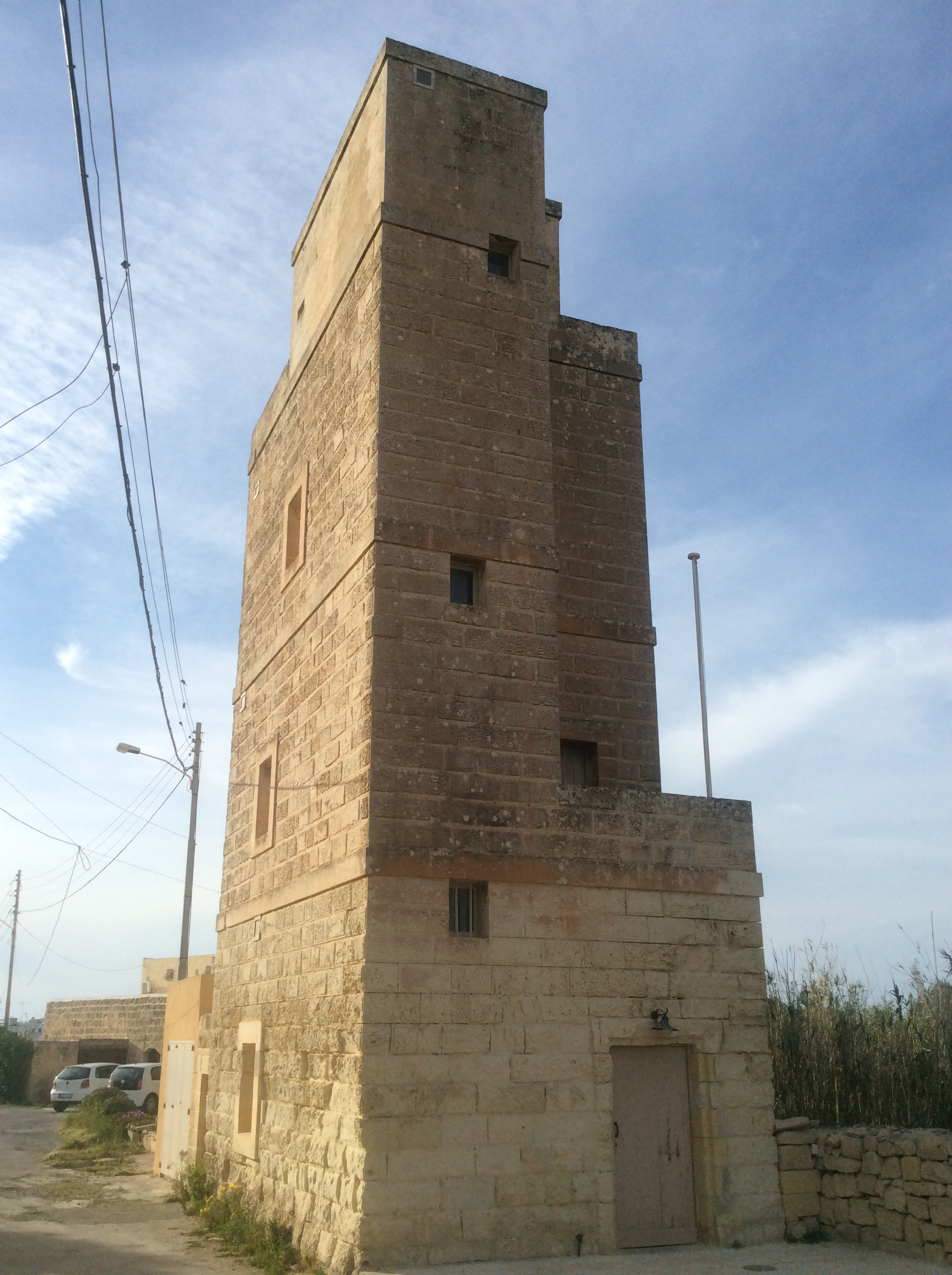
Front wieży

System semaforów stał się przestarzały wraz z wprowadzeniem telegrafu elektrycznego, a wszystkie stacje na Malcie zostały zamknięte w latach 80. XIX wieku. W czasie II wojny światowej, wieża semaforowa w Għargħur była używana jako punkt obserwacyjny przez żołnierzy z 2. batalionu Royal Irish Fusiliers.
Wieża ostatecznie przeszła w ręce prywatne, a w 2004 roku została przejęta przez Għargħur Local Council (Radę Miejską). W roku 2009 została odrestaurowana przez lokalną radę, Restoration Unit of the Works Division oraz Fondazzjoni Wirt Artna. Remont koncentrował się głównie na zewnętrznych ścianach na poziomie gruntu, które zostały uszkodzone przez wilgoć. Zabezpieczono również wnętrze wieży, którego początki sięgają czasów, w których jeszcze była ona używana. Wieża, znana w języku maltańskim jako  it-Torri tas -Semaforu, przy specjalnych okazjach jest otwarta dla publiczności.

## Architektura
Wieża semaforowa w Għargħur jest identyczna z wieżami w Għaxaq i Ta’ Kenuna. Składa się z trzech pięter, na każdym znajduje się jedno pomieszczenie. Spiralne schody łączą każdą kondygnację ze sobą i prowadzą na dach. Tam znajdowało się urządzenie sygnalizacyjne, składające się z drewnianego słupa z trzema ruchomymi ramionami.